# Ángel Mato Escalona
Ángel Manuel Mato Escalona (Ferrol, 24 de diciembre de1971) es un político gallego, alcalde de Ferrol desde el 15 de junio de 2019 hasta el 17 de junio de 2023.

## Trayectoria profesional y política
Es licenciado en ciencias químicas por la Universidad de Santiago de Compostela y ha sido responsable de seguridad y prevención de riesgos laborales en varias empresas privadas. Militante del PSdeG y secretario general del partido en Ferrol. Fue el concejal de Urbanismo de esta ciudad entre 2007 y 2011, dentro de un gobierno de coalición entre el PSdeG y Esquerda Unida, compartiendo gobierno con Yolanda Díaz, quien asumió las carteras de Cultura y Fiestas. También fue senador entre 2016 y 2019 por la provincia de La Coruña, asumiendo la portavocía del grupo socialista en las comisiones de energía, industria, turismo y consumo.
En las elecciones municipales de 2019 fue candidato a alcalde de Ferrol por el PSdeG. Su partido fue la segunda fuerza más votada, con 8 concejales, 3 más que en la anterior legislatura y por detrás del PPdeG que obtuvo 12. No obstante, Ángel Mato fue nombrado alcalde de Ferrol el 15 de junio de 2019 gracias al apoyo de los tres concejales de Ferrol en Común y los dos del BNG.